# Batalla de Culiacán
La Batalla de Culiacán, también conocida popularmente como «Culiacanazo» o «Jueves negro», fueron una serie de enfrentamientos y bloqueos de vialidades en Culiacán, Sinaloa, suscitada el 17 de octubre de 2019 por parte de la organización criminal Cártel de Sinaloa contra las fuerzas de seguridad del Ejército mexicano, a raíz de la captura (y posterior liberación) de Ovidio Guzmán López, hijo del narcotraficante Joaquín  Guzmán Loera.

## Resumen
El 17 de octubre de 2019, un gran convoy de vehículos se dirigió a la casa de Guzmán López en Culiacán para ejecutar una orden de un juez estadounidense, cuando fue atacado. Los militares lograron capturar a Guzmán López, pero rápidamente se vieron rodeados por los hombres armados del cártel. Éstos comenzaron a atacar objetivos gubernamentales y militares alrededor de la ciudad, y se podían ver enormes torres de humo saliendo de autos y vehículos en llamas. Los sicarios estaban bien equipados, con chalecos antibalas y ametralladoras pesadas. Al final, Guzmán López fue liberado después de que ocho militares fueron tomados como rehenes.
El presidente de México, Andrés Manuel López Obrador, defendió la decisión de liberar a Guzmán López, argumentando que evitaba la pérdida de vidas.

## Ataque
El 17 de octubre de 2019 a las 14:30 hora local, una patrulla integrada por 35 elementos de la Guardia Nacional y el Ejército Mexicano localizaron a Ovidio Guzmán López —alias «El Ratón»; hijo del narcotraficante Joaquín Guzmán Loera y miembro activo del cártel de Sinaloa— en el fraccionamiento Tres Ríos de Culiacán, Sinaloa. Luego de media hora, tomaron el control de la vivienda, en cuyo interior había cuatro personas. Sin embargo, en un inicio el secretario de Seguridad y Protección Ciudadana, Alfonso Durazo Montaño, manejó la versión de que los policías y militares hacían labores de patrullaje cuando fueron atacados por civiles armados de un domicilio, por lo que repelieron el ataque y en el interior encontraron a Guzmán López.
Al día siguiente, el secretario de la Defensa Nacional, Luis Cresencio Sandoval, modificó la versión y aseguró que la patrulla fue atacada mientras esperaba la orden de cateo, al momento de cumplir la orden de aprehensión con fines de extradición que tenía Guzmán López. «El personal actuó de manera precipitada, sin medir las consecuencias para poder obtener un resultado positivo», afirmó. Pasadas las 15:00 hora local se comenzaron a registrar enfrentamientos en distintos puntos de la ciudad, así como la fuga de 51 presos del penal de Aguaruto. Entre las 17:00 y 17:30, las autoridades decidieron liberar a Guzmán López. Según el presidente, Andrés Manuel López Obrador, la decisión la tomó su gabinete de seguridad «porque se tornó muy difícil la situación y estaban en riesgo muchas vidas y se decidió poner por enfrente la vida (posteriormente asumió públicamente la responsabilidad de este acto de liberación).

## Consecuencias
En un comunicado, el gobierno de Sinaloa llamó a la población a mantener la calma y no salir a las calles. Los ataques dejaron ocho muertos (un civil), dieciséis heridos, diecinueve bloqueos de calles, catorce enfrentamientos, ocho soldados capturados y liberados, y 68 vehículos militares con impactos de bala, así como agresiones contra el Cuartel Militar en Culiacán y la sede del C4 del estado. También se fugaron 51 presos del penal de Aguaruto, de los que se localizaron dos en las horas siguientes, por un amotinamiento en el que despojaron de sus armas a cinco guardias. Cresencio Sandoval reconoció en conferencia de prensa el día siguiente que el operativo estuvo mal organizado, fue precipitado y desestimó la fuerza y capacidad de convocatoria del cártel de Sinaloa. El fallido operativo ocasionó múltiples críticas contra el gobierno de López Obrador, que se reflejaron en periódicos y redes sociales con mensajes contra la estrategia de seguridad gubernamental.
Según documentos filtrados en 2022, durante el hackeo a la Secretaría de la Defensa Nacional, la Fiscalía General de la República investiga a un conjunto de militares que protegían a Guzmán López.

## Imágenes
|                                |
| Planteamiento de la operación. |

|                                 |
| Línea del tiempo de los hechos. |

|                                                |
| Imágenes de cámaras de seguridad de la ciudad. |